# 薬日本堂
薬日本堂株式会社（くすりにほんどう）は、東京都品川区北品川に本社を置く、漢方専門店。
スギ薬局を展開するスギホールディングスの子会社。

## 概要
1969年創業の老舗漢方専門店。全国に17店舗展開する薬局・薬店では漢方相談をベースとし、健康的なライフスタイルを提案している。その他、ニホンドウ漢方ミュージアム、薬日本堂漢方スクール、書籍監修、「薬膳・漢方検定」監修、日本コカ・コーラ「からだ巡茶」永谷園「くらしの和漢」をはじめとした多業種とのコラボレーション、など、漢方・養生を軸とした事業を展開する。

## 沿革[1]
- 1969年4月 - 『薬カワバタ』を創業
- 1971年4月 - 『有限会社薬カワバタ』を設立
- 1975年7月 - 『有限会社薬カワバタ』を『薬日本堂株式会社』へ組織変更
- 1986年5月 - 本店・本社を東京都渋谷区に移転
- 1989年9月 - 初のロードサイド型店舗薬日本堂旭川店オープン
- 1996年10月 - 本店および本社を東京都港区に移転
- 2000年5月 - 薬日本堂オンラインショップをスタート
- 2002年7月 - 『ニホンドウ漢方ブティック』を東京都港区青山にオープン
- 2003年9月 - 『ニホンドウ漢方ミュージアム』オープン
- 2004年1月 - 薬日本堂漢方スクール開校
- 2006年5月 - 日本コカ・コーラ「からだ巡茶」開発協力
- 2007年6月 - ジャックスと「漢方スタイルクラブカード」提携カード発行
- 2009年3月 - 森下仁丹「仁丹の食養生カレー」を監修
- 2010年3月 - 『カガエ カンポウ ブティック』を東京都千代田区丸の内にオープン
- 2011年4月 - 本社を東京都品川区 御殿山トラストタワーに移転
- 2014年6月 - 情報サイト「漢方ライフ」オープン
- 2015年9月 - ライオン菓子「薬日本堂のど飴」監修
- 2017年8月 - 永谷園「くらしの和漢」監修
- 2019年4月 - 創業50年
- 2020年12月 - 日本調剤・永谷園・薬日本堂共同開発「健康を考えたもち麦粥」監修
- 2021年1月 - 『ニホンドウ漢方ブティック 薬日本堂 青山本店』を港区南青山にオープン
- 2021年12月 - アイセイ薬局「キレイ創巡茶」監修
- 2022年10月 - ロゼット「MEGURIM by Rz+」3種のジェル洗顔監修
- 2023年12月 - スギホールディングスの100%子会社となる[2]。

## 漢方専門店（薬局・薬店）[3]
薬剤師を中心とした漢方相談員による漢方相談をメインとした、3業態の漢方専門店を展開する。漢方薬は煎じ薬を中心に取り揃えている。

### 薬日本堂
（KUSURI NIHONDO）
薬日本堂、ニホンドウ漢方ブティック、カガエ カンポウ ブティックの3業態のうち最も歴史のある業態。1989年の薬日本堂旭川店（北海道旭川市）を皮切りに、広大な敷地にお堂型の店舗を構えるロードサイド型店舗として展開する。
かつて、創業者 河端敏博考案のキャラクター“どうあん先生”を使用していた。

### ニホンドウ漢方ブティック
（NIHONDO KAMPO BOUTIQUE）
2002年、青山（東京都港区）に1号店をオープン。"漢方はライフスタイル"として漢方の智慧を活かした様々な商品やサービスを提供する。創業者の長女 山本雅枝(旧姓：河端)プロデュースの元、女性に向けた漢方ブランドとして、漢方薬以外にも和漢素材を配合したオリジナルのお茶なども展開する。また青山店には漢方ドリンクが楽しめるドリンクバーも併設していた。
品川本店は、「東京都再開発等促進地域」の対象地域に指定された事を受け、2022年6月26日（日）をもって東京都港区高輪での営業を終了。現在は表参道駅徒歩２分のニホンドウ漢方ミュージアム内にある青山店が本店。

### カガエ カンポウ ブティック
（KAGAE KAMPO BOUTIQUE）
2011年、丸の内（東京都中央区）に1号店をオープン。創業者の長女 山本雅枝(旧姓：河端)がプロデュースする、不調を改善することはもちろん漢方を美容にも活用できるよう、美容意識の高い層に向けたブランド。漢方では肌は内臓の鏡とされていることから、体の内と外からアプローチする“内外ケア”を提唱し、和漢素材を配合したオリジナルのスキンケア、アロマ、お茶などを展開する。

## 薬日本堂漢方スクール
自分の健康は自分で守り、自分でつくる「漢方・養生ライフ」をテーマに2004年開校。1回完結のワンデイセミナーから、漢方養生指導士の資格取得を目指した本格的に学べるコースまで様々な講座を青山校、大阪校の2拠点と通信講座で展開する。
からだ巡茶などの開発に協力する鈴木養平（薬剤師）、飯田勝恵（薬剤師）、齋藤友香理（薬剤師）、原口徳子（中医師）、山吹育恵（中医師）などの講師による、漢方、薬膳、ツボ、ヨガ、太極拳、和の香り、スパイスなどの講座等を開講している。
漢方養生指導士、漢方臨床指導士資格 認定指定校。

## ニホンドウ漢方ミュージアム[6]
ギャラリー、レストラン（薬膳レストラン10ZEN）、ブティック（ニホンドウ漢方ブティック品川本店）、スクール（薬日本堂漢方スクール品川校）が入店する、世界で初の漢方ライフスタイル提案型複合ショップとして2002年オープン。
「東京都再開発等促進地域」の対象地域に指定された事を受け、2022年6月26日（日）をもって東京都港区高輪での営業を終了し、ミュージアム機能を青山に移転統合。

## 監修書籍（外部リンク）
- 「毎日役立つ からだにやさしい 薬膳・漢方の食材帳」（実業之日本社）
- 「薬膳・漢方検定公式テキスト」（実業之日本社）
- 「女性のための漢方生活レッスン」（主婦の友社）
- 「からだを整える　フルーツin紅茶」（大泉書店）
- 「いつもの飲み物にちょい足しするだけ! 薬膳ドリンク」（河出書房新社）
- 「漢方毒出しスープ　身近な食材でカラダすっきり」（河出書房新社）
- 「おうちで、薬膳鍋」（河出書房新社）
- 「薬日本堂の漢方で体をととのえる穀菜食」（主婦の友社）
- 「未病を治す薬膳酒―自分で作る美味しいお酒」（法研）
- 「薬膳・漢方の母子健康帳」（実業之日本社）
- 「子宮力を上げる漢方レッスン」（ベストセラーズ）
- 「病気にならない 漢方生活」（中経出版）
- 「からだを整える漢方のすすめ」（メディアパル）
- 「薬膳・漢方の毒出し食材大全」（河出書房新社）
- 「薬日本堂のおうち漢方３６５日」（家の光協会）
- 「わがまま養生訓」（フォレスト出版/鈴木養平著）
- 「からだ巡らす薬膳ごはん」（河出書房新社）
- 「肌・心・体を整える 漢方の健康帳」（実業之日本社）

## 商品監修・開発協力
- 「からだ巡茶」（日本コカ・コーラ株式会社）
- 「くらしの和漢」（株式会社永谷園）
- 「仁丹の食養生カレー」（森下仁丹株式会社）
- 「薬日本堂のど飴」（ライオン菓子株式会社）
- 「やみつきスパイスカレー」（ビープルバイコスメキッチン）
- 「リアルゴールド ドラゴンブースト」（日本コカ・コーラ株式会社）
- 「健康を考えたもち麦粥」（日本調剤・永谷園との共同開発）
- 「キレイ創巡茶」（株式会社アイセイ薬局）
- 「MEGURIM by Rz+」（ロゼット株式会社）